# Persone di cognome Bach
| Questa pagina contiene informazioni ricavate automaticamente dalle voci biografiche con l'ausilio del template Bio e di un bot. L'aggiornamento è periodico e automatico e ricostruisce completamente la pagina. Se manca una persona in questa lista, sei pregato di non aggiungerla, ma accertati piuttosto che la sua voce biografica contenga il template Bio e che i dati anagrafici siano correttamente compilati. Se il template Bio manca, inseriscilo tu stesso o, in alternativa, metti l'avviso {{tmp\|Bio}} che ne segnala la mancanza. Se i dati riportati sono sbagliati, correggi direttamente la voce biografica; le modifiche saranno visibili in questa lista entro pochi giorni. Per chiarimenti vedi il progetto antroponimi. La lista contiene solo le 64 persone che sono citate nell'enciclopedia e per le quali è stato implementato correttamente il template Bio. Pagina aggiornata al 23 giu 2025. |

Questa è una lista di persone presenti nell'enciclopedia che hanno il cognome Bach, suddivise per attività principale.

## Attori(2)
- Dirk Bach, attore, comico e conduttore televisivo tedesco (Colonia, n. 1961 - Berlino, † 2012)
- Patrick Bach, attore e doppiatore tedesco (Amburgo, n. 1968)

## Attrici(7)
- Annette Bach, attrice tedesca (Amburgo)
- Barbara Bach, attrice e ex modella statunitense (New York, n. 1946)
- Christian Bach, attrice e ballerina argentina (Buenos Aires, n. 1959 - Los Angeles, † 2019)
- Emmanuelle Bach, attrice francese (Parigi, n. 1968)
- Jillian Bach, attrice statunitense (Palm Beach Gardens, n. 1973)
- Pamela Bach, attrice, personaggio televisivo e modella statunitense (Tulsa, n. 1963 - Los Angeles, † 2025)
- Vivi Bach, attrice e cantante danese (Copenaghen, n. 1939 - Ibiza, † 2013)

## Attrici pornografiche(1)
- Karen Lancaume, attrice pornografica francese (Lione, n. 1973 - Parigi, † 2005)

## Aviatori(1)
- Richard Bach, aviatore e scrittore statunitense (Oak Park, n. 1936)

## Aviatrici(1)
- Liesel Bach, aviatrice e scrittrice tedesca (Bonn, n. 1905 - Bandol, † 1992)

## Calciatori(3)
- Louis Bach, calciatore francese (Parigi, n. 1883 - Servon-Melzicourt, † 1914)
- Philip Bach, calciatore inglese (Bitterley, n. 1872 - Middlesbrough, † 1937)
- Tobias Bach, calciatore danese (Bendstrup, n. 2003)

## Canoisti(1)
- Björn Bach, canoista tedesco (Magdeburgo, n. 1976)

## Cantanti(1)
- Sebastian Bach, cantante canadese (Freeport, n. 1968)

## Cestisti(1)
- Johnny Bach, cestista e allenatore di pallacanestro statunitense (Brooklyn, n. 1924 - Chicago, † 2016)

## Chimici(1)
- Aleksej Nikolaevič Bach, chimico e politico sovietico (Zolotonoša, n. 1857 - Mosca, † 1946)

## Compositori(11)
- Carl Philipp Emanuel Bach, compositore, organista e clavicembalista tedesco (Weimar, n. 1714 - Amburgo, † 1788)
- Gottfried Heinrich Bach, compositore tedesco (Lipsia, n. 1724 - Naumburg, † 1763)
- Johann Sebastian Bach, compositore e musicista tedesco (Eisenach, n. 1685 - Lipsia, † 1750)
- Johann Christian Bach, compositore tedesco (Lipsia, n. 1735 - Londra, † 1782)
- Johann Christoph Friedrich Bach, compositore tedesco (Lipsia, n. 1732 - Bückeburg, † 1795)
- Johann Christoph Bach, compositore e organista tedesco (Arnstadt, n. 1642 - Eisenach, † 1703)
- Johann Bernhard Bach, compositore e organista tedesco (Erfurt, n. 1676 - Eisenach, † 1749)
- Johann Bernhard Bach il Giovane, compositore tedesco (Ohrdruf, n. 1700 - Ohrdruf, † 1743)
- Johann Michael Bach, compositore tedesco (Struth, n. 1745 - Elberfeld, † 1820)
- Wilhelm Friedemann Bach, compositore e organista tedesco (Weimar, n. 1710 - Berlino, † 1784)
- Wilhelm Friedrich Ernst Bach, compositore e organista tedesco (Bückeburg, n. 1759 - Berlino, † 1845)

## Direttori d'orchestra(1)
- Philippe Bach, direttore d'orchestra svizzero (Saanen, n. 1974)

## Dirigenti sportivi(1)
- Thomas Bach, dirigente sportivo e ex schermidore tedesco (Würzburg, n. 1953)

## Giuristi(1)
- Johann August Bach, giurista, storico e filologo tedesco (Hohendorf, n. 1721 - Lipsia, † 1758)

## Medici(1)
- Edward Bach, medico e scrittore britannico (Moseley, n. 1886 - Didcot, † 1936)

## Musicisti(13)
- Christoph Bach, musicista tedesco (Wechmar, n. 1613 - Arnstadt, † 1661)
- Heinrich Bach, musicista tedesco (Wechmar, n. 1615 - Arnstadt, † 1692)
- Johann Ambrosius Bach, musicista tedesco (Erfurt, n. 1645 - Eisenach, † 1695)
- Johann Ludwig Bach, musicista, violinista e compositore tedesco (Thal, n. 1677 - Meiningen, † 1731)
- Johann Michael Bach, musicista tedesco (Arnstadt, n. 1648 - Gehren, † 1694)
- Johann Ernst Bach, musicista tedesco (Eisenach, n. 1722 - † 1777)
- Johann Jacob Bach, musicista e compositore tedesco (Eisenach, n. 1682 - Stoccolma, † 1722)
- Johann Christoph Bach, musicista tedesco (Erfurt, n. 1645 - Arnstadt, † 1693)
- Hans Bach, musicista tedesco (Wechmar - Wechmar, † 1626)
- Johannes Bach, musicista tedesco (Wechmar, n. 1604 - Erfurt, † 1673)
- Leroy Bach, musicista e polistrumentista statunitense (Chicago, n. 1964)
- Philippus Bach, musicista tedesco (n. 1552)
- Veit Bach, musicista tedesco (Wechmar, † 1619)

## Nobili(1)
- Maria Barbara Bach, nobile tedesca (Gehren, n. 1684 - † 1720)

## Organisti(8)
- August Wilhelm Bach, organista e compositore tedesco (Berlino, n. 1796 - Berlino, † 1869)
- Johann Gottfried Bernhard Bach, organista tedesco (Weimar, n. 1715 - Jena, † 1739)
- Johann Christoph Bach, organista e compositore tedesco (Eisenach, n. 1671 - Ohrdruf, † 1721)
- Johann Nicolaus Bach, organista e compositore tedesco (Eisenach, n. 1669 - Jena, † 1753)
- Johann Aegidius Bach, organista, violinista e direttore d'orchestra tedesco (Erfurt, n. 1645 - Erfurt, † 1716)
- Johann Lorenz Bach, organista e compositore tedesco (Schweinfurt, n. 1695 - Itzgrund, † 1773)
- Nicolaus Ephraim Bach, organista e compositore tedesco (Wasungen, n. 1690 - Bad Gandersheim, † 1760)
- Samuel Anton Bach, organista tedesco (Meiningen, n. 1713 - Meiningen, † 1781)

## Pianisti(1)
- Victor Bach, pianista, organista e direttore d'orchestra italiano (Pizzighettone, n. 1937 - Milano, † 2018)

## Pittori(3)
- Gottlieb Friedrich Bach, pittore e organista tedesco (Meiningen, n. 1714 - Meiningen, † 1785)
- Johann Sebastian Bach, pittore tedesco (Berlino, n. 1748 - Roma, † 1778)
- Johann Philipp Bach, pittore tedesco (Meiningen, n. 1752 - Meiningen, † 1846)

## Politici(2)
- Alexander von Bach, politico austriaco (Loosdorf, n. 1813 - Schöngrabern, † 1893)
- Georges Bach, politico lussemburghese (Lussemburgo, n. 1955)

## Registi(1)
- Rudi Bach, regista tedesco (Amburgo, n. 1886)

## Violoncellisti(1)
- Michael Bach, violoncellista e compositore tedesco (Worms, n. 1958)